# Julius Weizsäcker

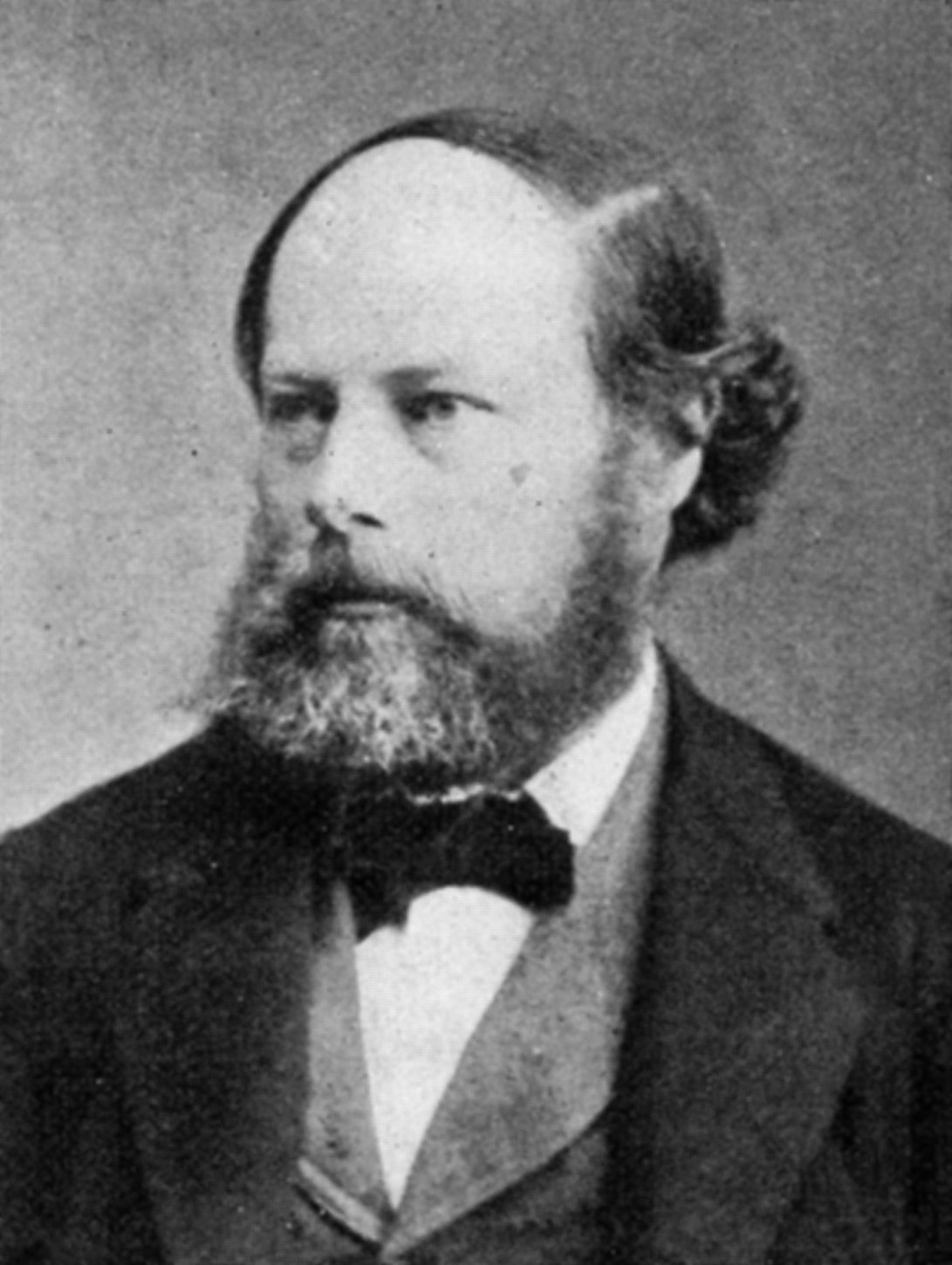
Julius Weizsäcker

Ludwig Friedrich Julius Weizsäcker (* 13. Februar 1828 in Öhringen; † 3. September 1889 in Bad Kissingen) war ein deutscher Historiker.   

## Leben
Julius Weizsäcker entstammt dem pfälzisch-württembergischen Geschlecht Weizsäcker. Sein Vater war Christian Ludwig Friedrich Weizsäcker (1785–1831), Stiftsprediger von Öhringen, und seine Mutter war Sophie, geb. Rößle (1796–1864).
Er studierte evangelische Theologie an der Universität Tübingen. Julius Weizsäcker war Schüler und Mitarbeiter von Leopold von Ranke. Als Student wurde er 1851 Mitglied der Tübinger Königsgesellschaft Roigel. Er habilitierte sich 1859 als Privatdozent der Geschichte in Tübingen und siedelte 1860 als Mitarbeiter der Historischen Kommission nach München über. Weizsäcker wurde dann 1863 ordentlicher Professor in Erlangen, 1867 in Tübingen, 1872 an der deutschen Universität Straßburg, 1876 in Göttingen und 1881 in Berlin an der Friedrich-Wilhelms-Universität. Er war seit 1879 ordentliches und seit 1881 auswärtiges Mitglied der Göttinger Akademie der Wissenschaften. 1885 gehörte er als einer von mehreren Nichtjuden zu den Mitgliedern der beim Deutsch-Israelitischen Gemeindebund unter der Leitung des Historikers und Diplomatikers Harry Bresslau eingerichteten Historischen Kommission für die Geschichte der Juden in Deutschland. 1887 wurde er als ordentliches Mitglied in die Preußische Akademie der Wissenschaften aufgenommen. Seit 1888 war er auswärtiges Mitglied der Bayerischen Akademie der Wissenschaften.
Aus seiner Ehe mit Agnes, geb. Rindfleich (1835–1865), entstammen die drei Kinder Julius Hugo Wilhelm Weizsäcker (1861–1939), der Anwalt wurde, der Kunsthistoriker Heinrich Weizsäcker (1862–1945) und Bertha Weizsäcker (1864–1945), die den Theologen Karl von Müller heiratete. Sein Bruder war der evangelische Theologe Carl von Weizsäcker (1822–1899).

## Werke
- Der Kampf gegen den Chorepiskopat des fränkischen Reiches im 9. Jahrhundert; Tübingen 1859
- Der Rheinische Bund 1254; Freiburg 1879
- Die Urkunden der Approbation König Ruprecht's. Berlin 1889
- Rense als Wahlort. Berlin 1891.

Im Auftrag der Münchner Historischen Kommission gab er sechs Bände der Deutschen Reichstagsakten (1867–1888) aus der Zeit König Wenzels und Ruprechts heraus.